# Дойникова, Зинаида Васильевна
Зинаи́да Васи́льевна До́йникова (12 сентября 1934, Ленинград — март 2011) — советская легкоатлетка, выступавшая в толкании ядра. Участница летних Олимпийских игр 1956 и 1960 годов.

## Биография
Родилась 12 сентября 1934 года в Ленинграде.
Начала заниматься лёгкой атлетикой в 1952 году под началом Виктора Алексеева. Выступала за «Зенит» из Ленинграда. Шесть раз выигрывала медали чемпионата СССР — одну серебряную (1955) и пять бронзовых (1954, 1956—1957, 1961—1962).
В 1956 году вошла в состав сборной СССР на летних Олимпийских играх в Мельбурне. В квалификации толкания ядра показала 9-й результат (13,48 метра), в финале заняла 4-е место (15,54), уступив 1,05 метра победительнице Тамаре Тышкевич из СССР.
В 1960 году вошла в состав сборной СССР на летних Олимпийских играх в Риме. В квалификации толкания ядра показала 7-й результат (15,10), в финале заняла 5-е место (16,13), уступив 97 сантиметров победительнице Тамаре Пресс из СССР.
В 1961 году окончила Ленинградский государственный педагогический институт имени А. И. Герцена.
В 1964—2000 годах была преподавателем, старшим преподавателем, доцентом Ленинградского политехнического института имени М. И. Калинина (позже государственный технический университет).
Мастер спорта СССР (1955). Почётный мастер спорта (1959).
Умерла в марте 2011 года.

## Личный рекорд
- Толкание ядра — 16,69 (1960)[6]

## Награды
- Медаль «За трудовое отличие» (16.09.1960) — за успешные выступления в XVII летних и VIII зимних Олимпийских играх 1960 года, а также за выдающиеся спортивные достижения[7]